# Colibri flammule
Selasphorus flammula
Espèce
Répartition géographique
Statut de conservation UICN

 LC  : Préoccupation mineure
Statut CITES
Le Colibri flammule (Selasphorus flammula) est une espèce de colibris (famille des Trochilidae).

## Description
Cet oiseau mesure environ 7,5 cm de longueur. Il présente un dimorphisme sexuel. Le mâle a le dessus du corps et les flancs verts, le dessous blanc et la queue noire plus ou moins rayée de roux avec les rectrices médianes verte. La coloration de sa gorge varie selon les localités : violet grisâtre (Talamanca), pourpre (Irazú et Turrialba) ou rouge (Poas et Barva). La femelle a la gorge blanche tachetée et l'extrémité de la queue blanche.

## Répartition
Cet oiseau vit dans la cordillère de Talamanca.

## Habitats
Cette espèce habite les forêts humides de montagne et les prairies d'altitude mais aussi les anciennes forêts fortement dégradées au-dessus de 1 800 m d'altitude en période de reproduction mais aussi plus bas en dehors de celle-ci.

## Sous-espèces
D'après Alan P. Peterson, cette espèce est constituée des trois sous-espèces suivantes :
- Selasphorus flammula flammula Salvin, 1865 — volcans Irazú et Turrialba ;
- Selasphorus flammula simoni Carriker, 1910 — Cerros de Escazú (es), volcans Poás et Barva ;
- Selasphorus flammula torridus Salvin, 1870 — volcan Barú et cordillère de Talamanca.